# پاتون (ایندیانا)
پاتون (به انگلیسی: Patton) یک منطقهٔ مسکونی در ایالات متحده آمریکا است که در شهرستان کرول، ایندیانا واقع شده‌است. پاتون ۲۰۶٫۹۶ متر بالاتر از سطح دریا واقع شده‌است.